# Koichi Fukuda
Pour les articles homonymes, voir Fukuda.
Koichi Fukuda (コーイチ・フクダ, né le 1er juillet 1975 à Kawachinagano, au Japon) est un musicien né de parents américain et japonais.
Il est guitariste au sein du groupe Static-X.
Il fait partie du groupe dès ses débuts et sur le premier album Wisconsin death trip, mais est parti pendant l'enregistrement de leur deuxième album, Machine, ne souhaitant plus effectuer de tournée aussi longue et éreintante comme le fut celle du premier album. Il est toutefois crédité sur certains titres. Il est d'ailleurs présent sur la première version d'Otsego Undead présente sur la BO de Dracula 2000 où il faisait encore partie du groupe. 
Peu de temps après avoir quitté le groupe, il fonde Revolve, en 2001, groupe qui cessera d'exister peu de temps après sa réintégration au sein de Static-X en 2005 faute d'emplois du temps compatibles entre les membres. Une démo est sortie à 1000 exemplaires en 2004, elle est également disponible sur la plateforme iTunes.
Son retour au sein du groupe s'est effectué en 2005, Wayne Static voulant retrouver quelques influences issues du premier album fait appel à lui pour se charger de la partie sampling et prog de Start A War (Koichi Fukuda s'occupait également des claviers/prog et samples avant qu'il ne quitte le groupe). Mais coup de théâtre, durant l'enregistrement de l'album le guitariste Tripp Eisen est emprisonné pour des affaires de mœurs, Koichi accepte donc au début de dépanner le groupe en attendant d'y voir plus clair et est finalement entièrement réintégré en tant que guitariste.

## Discographie

### avecStatic-X
- 1999 : Wisconsin Death Trip
- 2005 : Start A War
- 2007 : Cannibal
- 2009 : Cult Of Static

### avec Revolve
- 2004 : Revolve

### Participations
- 2001 : Static-X: machine (Otsego Undead 2nd version)